# Иванна (фильм)
«Иванна» (укр. Іванна) — советский художественный фильм режиссёра Виктора Ивченко, вышедший на киностудии им. А. Довженко в 1959 году.

## Сюжет
1940 год. Иванна Ставничая, дочь грекокатолического священника Теодозия, поступает во Львовский университет, открытый после установления советской власти. Однако секретарь приёмной комиссии, скрытый националист, заявляет девушке, что её не приняли из-за «социального происхождения». Иванна обвиняет советскую власть в несправедливости, в то время как на самом деле её жених, фанатичный католик Роман Герета, скрыл от неё правду о вызове на учёбу, пришедшем из университета. Расстроенная Иванна просит помощи у митрополита Андрея Шептицкого, главы униатской церкви на Украине, и тот советует Иванне уйти в монастырь.
Начинается Великая Отечественная война, немцы входят во Львов. Иванна видит, как служители церкви сотрудничают с оккупантами, благословляют расправы с партизанами, евреями и мирными жителями. Подруга Иванны, Юля, сводит девушку с партизанами. Иванна вступает в их отряд, однако униаты узнают об этом и начинают охоту за ней. Жизнь Иванны оканчивается трагически — немецкие захватчики арестовывают её и после жестоких пыток казнят.

## В ролях
| Актёр                | Роль                                                 |
| -------------------- | ---------------------------------------------------- |
| Инна Бурдученко      | Иванна Ставничая                                     |
| Анатолий Моторный    | священник Теодозий Ставничий отец Иванны             |
| Дана Крук            | Юля подруга Иванны                                   |
| Пётр Вескляров       | Панас Степанович Голуб                               |
| Евгений Пономаренко  | чекист Тарас Садаклий                                |
| Владимир Гончаров    | капитан Журженко                                     |
| Владимир Аркушенко   | старший лейтенант НКВД Николай Андреевич Зубар       |
| Анатолий Юрченко     | Олекса Гаврилишин                                    |
| Лев Олевский         | француз Эмиль Леже музыкант                          |
| Дмитрий Степовой     | митрополит Андрей (Шептицкий)                        |
| Ольга Ножкина        | игуменья                                             |
| Георгий Полинский    | Даско                                                |
| Александр Короткевич | «Железнодорожник»                                    |
| Владимир Дальский    | оберфюрер Альфред Дитц                               |
| Вячеслав Воронин     | Роман Герета жених Иванны                            |
| Борис Мирус          | секретарь приёмной комиссии Дмитрий Андреевич Каблак |
| Василий Фущич        | Зенон Верхола                                        |

## Съёмочная группа
- Автор сценария: Владимир Беляев
- Режиссёр-постановщик: Виктор Ивченко
- Оператор-постановщик: Алексей Прокопенко
- Художник-постановщик: Михаил Юферов
- Композитор: Анатолий Свечников
- Текст песни Иванны: М. Романченко
- Текст и музыка песни «Про Париж»: Лев Олевский
- Режиссёр: В. Конарский
- Звукооператор: Р. Бисноватая
- Монтаж: Л. Мхитарьянц
- Государственный симфонический оркестр УССР
  - дирижёр: П. Поляков
- Директор картины: Михаил Ротлейдер

## Награды
- Вторая премия на Всесоюзном кинофестивале в 1960 году в Киеве.

## Факты
- Фильм стал одним из самых кассовых — за первый год проката в СССР ленту посмотрело 30,2 млн. зрителей[1]
- Фильм, вышедший в 1960 году в прокат в католической Польше, был предан анафеме Папой Римским Иоанном XXIII.[1]
- Фильм основан на повести Владимира Беляева «Побег из «Цитадели»; Также по событиям, отражённым в фильме, В.Беляевым была написана повесть «Кто тебя предал?»[2]